# Anja Nobus
Anja Nobus (ur. 9 kwietnia 1974 w Brugii) – belgijska kolarka przełajowa i szosowa.

## Kariera
Największy sukces w karierze Anja Nobus osiągnęła w sezonie 2002/2003, kiedy zajęła trzecie miejsce w klasyfikacji generalnej Pucharu Świata w kolarstwie przełajowym. Wyprzedziły ją jedynie Holenderka Daphny van den Brand oraz kolejna reprezentantka Belgii, Hilde Quintens. Najlepszy wynik na mistrzostwach świata osiągnęła podczas MŚ w Sankt Zolder w 2002 roku, gdzie była szósta. Zajęła także ósme miejsce na rozgrywanych trzy lata później mistrzostwach świata w Sankt Wendel. W latach 2002 i 2004 była mistrzynią Belgii w kolarstwie przełajowym, a w międzyczasie zdobyła także medal na szosie - w 2003 roku była najlepsza w wyścigu ze startu wspólnego.